# 通县专区
通县专区，中华人民共和国河北省已撤消的专区，在今北京市、河北省和天津市境。
1949年置，专员公署驻通县（今北京市通州区）。辖通县、顺义、密云、怀柔、昌平、大兴、宛平、良乡、房山、蓟县、香河、三河、平谷13县和通县镇。
1952年，宛平县划归北京市。1953年，撤销通县镇，设立通州市。1954年，保定专区固安县划归本区。1955年，由三河、香河2县析设大厂回族自治县。1956年，昌平县划归北京市。专区辖12县、1自治县。
1958年，撤销通县专区；通州市及通县、顺义、大兴、良乡、房山、平谷、密云、怀柔8县划归北京市；蓟县、三河、香河3县及大厂回族自治县划归唐山专区；固安县划归天津专区。